# JR東日本HB-E300系柴聯車
HB-E300系柴聯車（日語：HB-E300系気動車）是一款由東日本旅客鐵道（JR東日本）所開發的觀光用一般型柴聯車（DMU），為JR東日本首度量產化的串聯式混合動力柴聯車。2010年10月開始實際投入長野地區的大糸線上營運，並配合同年12月東北新幹線八戶至新青森段的通車，投入津輕、大湊線（青森地區）與五能線（秋田地區），作為與新幹線接續的地區型觀光列車使用。

## 車輛
HB-E300系是JR東日本擷取了先前以KiHa E200型預產車實際營運時獲得的經驗，進而開發的串聯式混合動力（Serial hybrid）柴聯車，也是JR東日本第一款實際量產的混合動力柴聯車（已投入實際營運的三輛的KiHa E200並非量產車種，而為試產車）。配合這種全新動力設計的車種之量產，JR東日本一改過去柴油動力車輛都是以日文片假名（Ki）字為字首的命名方式，賦予混合動力車全新的「HB」命名，而稱為HB-E300。

### 車輛編組
HB-E300系列實際上包含了下列三種車型：
- HB-E301型：奇數班次方向的先頭駕駛車（Control car）。
- HB-E302型：偶數班次方向的先頭駕駛車。
- HB-E300型：中間的客車車廂。又分為0番台、100番台兩種車內設備與座位佈局不同的亞型。

大糸線與津輕、大湊線上行駛的兩輛編組列車是以HB-E301與HB-E302所組成。而四輛編組的五能線用車，編組兩端為HB-E301與HB-E302，中間車為HB-E300型0番台與100番台各一輛。
长野、青森地区运用
| ←松本・青森方向 长野・南小谷・野边地・三厩方向→ |         |         |
| 形号                                            | HB-E301 | HB-E302 |
| 自重                                            | 41.5 t  | 40.5 t  |
| 搭载设备                                        | SIV,CP  | SIV,CP  |

秋田地区运用
| ←秋田・青森方向东能代・弘前方向→ |         |              |            |         |
| 形式                             | HB-E301 | HB-E300 -100 | HB-E300 -0 | HB-E302 |
| 自重                             | 41.3 t  | 41.5 t       | 40.0 t     | 40.3 t  |
| 搭载设备                         | SIV,CP  | SIV,CP       | SIV,CP     | SIV,CP  |

### 外觀、配色
HB-E300系列採用不鏽鋼車體，僅有控制車的車頭部分是鋼製。由於是特殊編組用車，作為車頭的控制車前端採非貫通設計，使用大型擋風玻璃，下面配置高壓氣體放電式頭燈（HID）與密封式鹵素燈（Halogen sealed beam lamp）各一對。至於對應的車尾部分，煞車燈是採用LED（發光二極體）作為光源。
在配色上，行駛於秋田地區的五能線用車是「Resort 白神號列車（リゾートしらかみ）」三種不同用車中的一種，被命名為「青池編組」，車身上採用代表日本海的深藍水平底線與象徵當地湖泊名勝「青池」的淺藍色帶，塗覆在作為基底的銀色車身上。除此之外色帶上寫有象徵混合動力車的大型「RESORT HYBRID TRAIN」字樣，與車身中段偌大的漢字「青池」。
行駛於長野地區大糸線上的HB-E300被命名為「Resort View故鄉號」，其靠近車輛編組兩端的大型側向觀景窗部分是以黃綠色的色塊包圍，車廂中段的客席區則是以下綠上銀的漸層色帶裝飾，車窗下方橫寫著RESORT HYBRID TRAIN，底下繪有橘金色底線，象徵長野縣縣木——白樺樹林的形象。
至於行駛津輕、大湊線的青森地區用車，則被命名為「Resort翌檜號」。在象徵森林的綠色觀景窗色塊與象徵下北半島油菜花花田的黃色底色上，繪有象徵睡魔祭熱情的橘紅色條紋。與其他兩地區同樣，Resort翌檜號的車身上也繪有強調其動力特色的RESORT HYBRID TRAIN字樣。

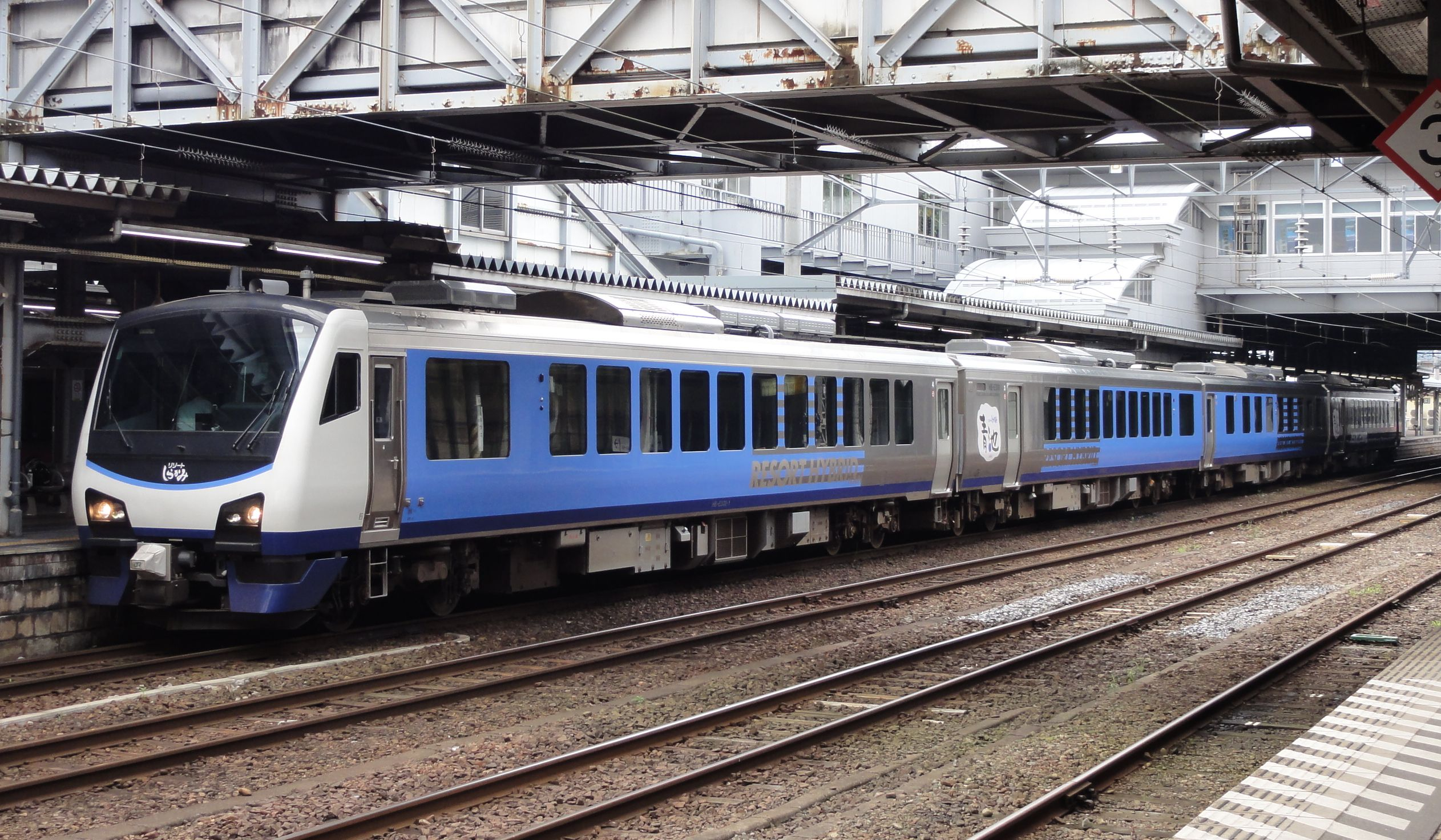
Resort白神號青池編組，攝於秋田車站內。
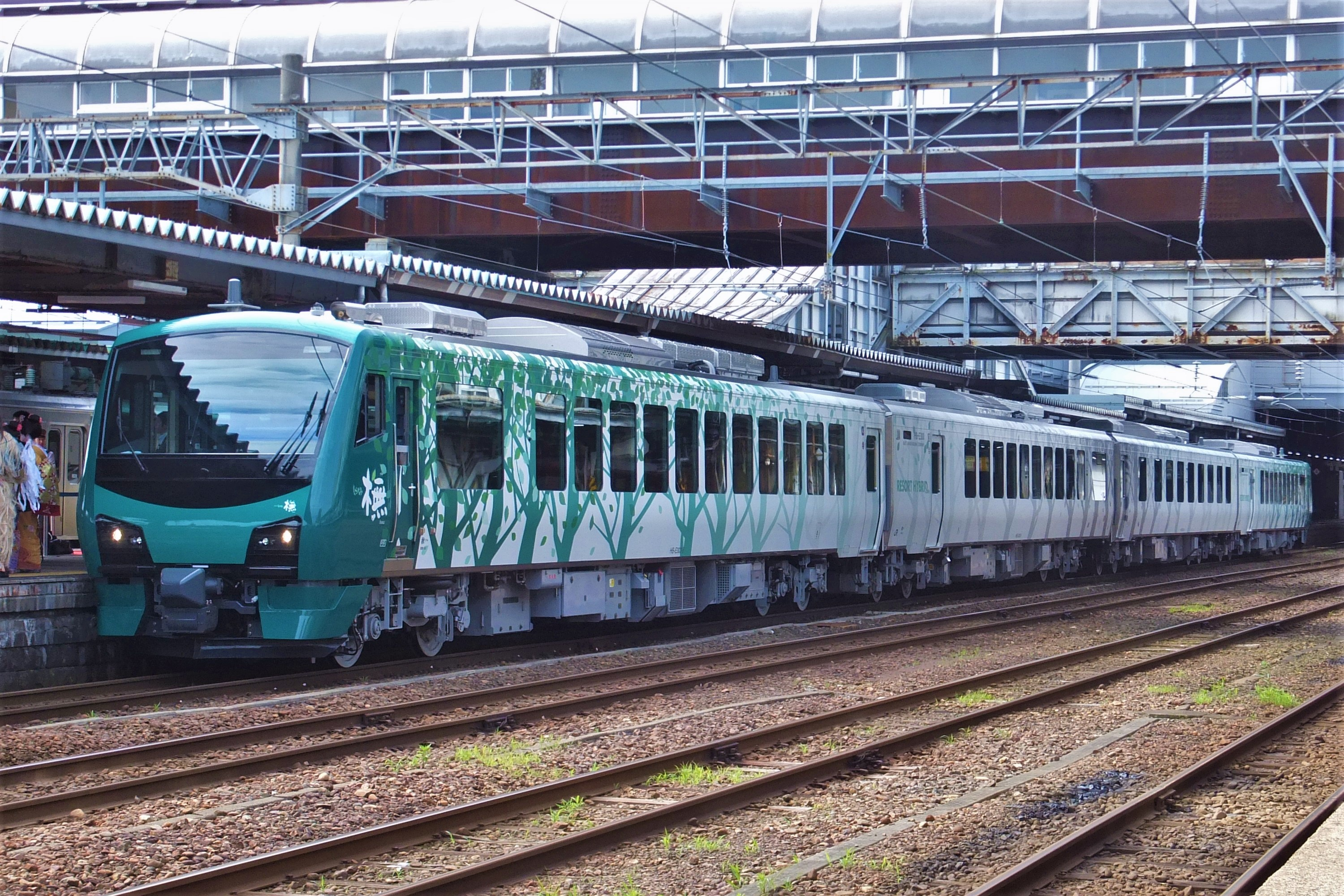
Resort白神號橅編組，攝於秋田車站內。
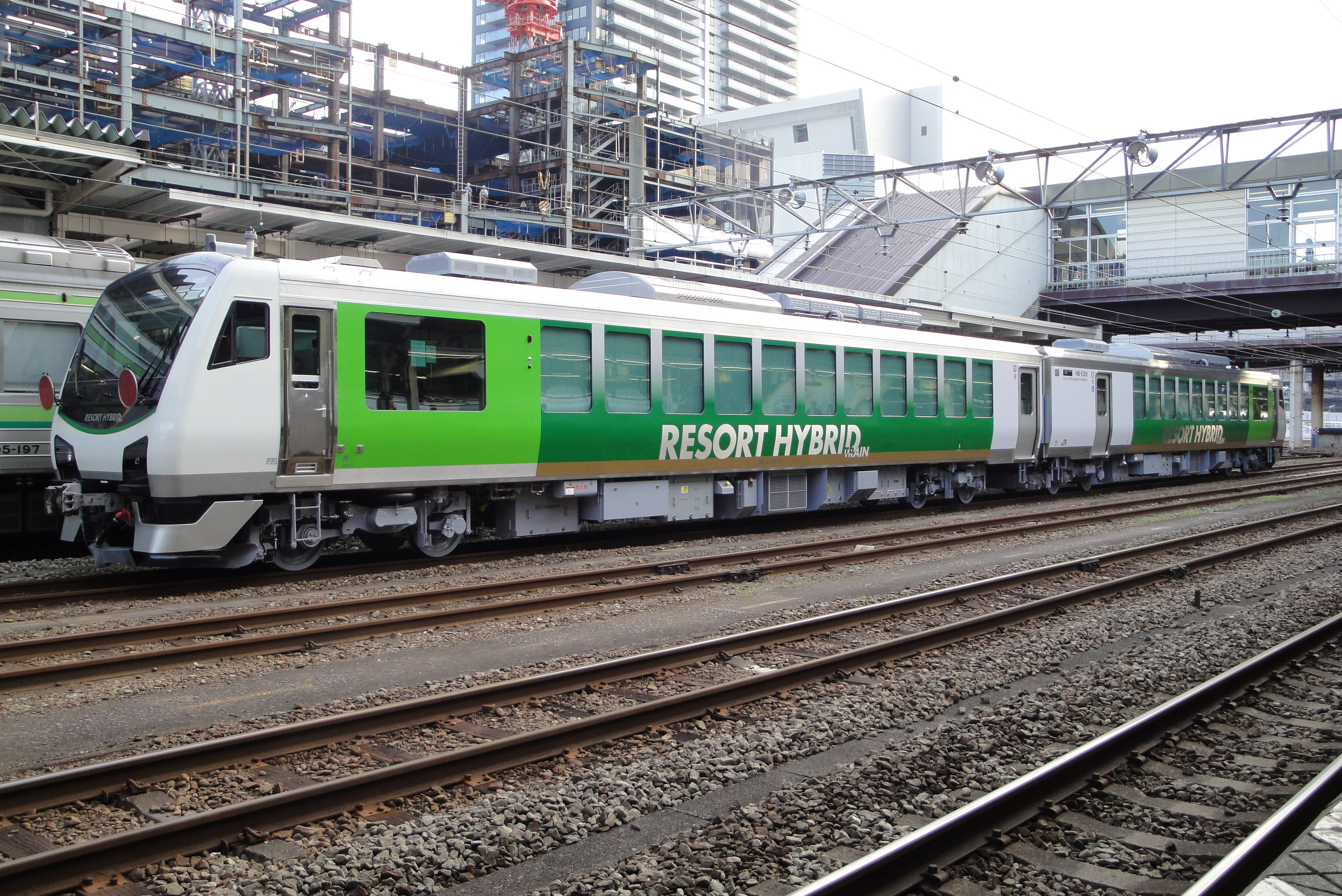
Resort View故鄉號，攝於八王子車站內。
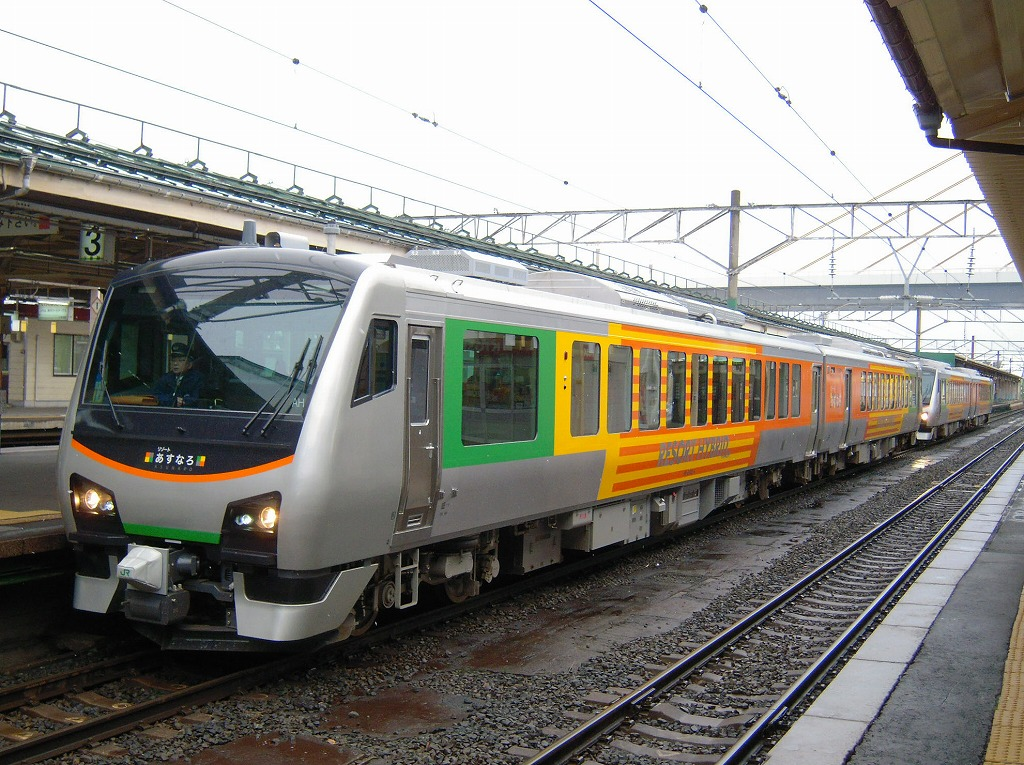
Resort翌檜號，攝於青森車站內。
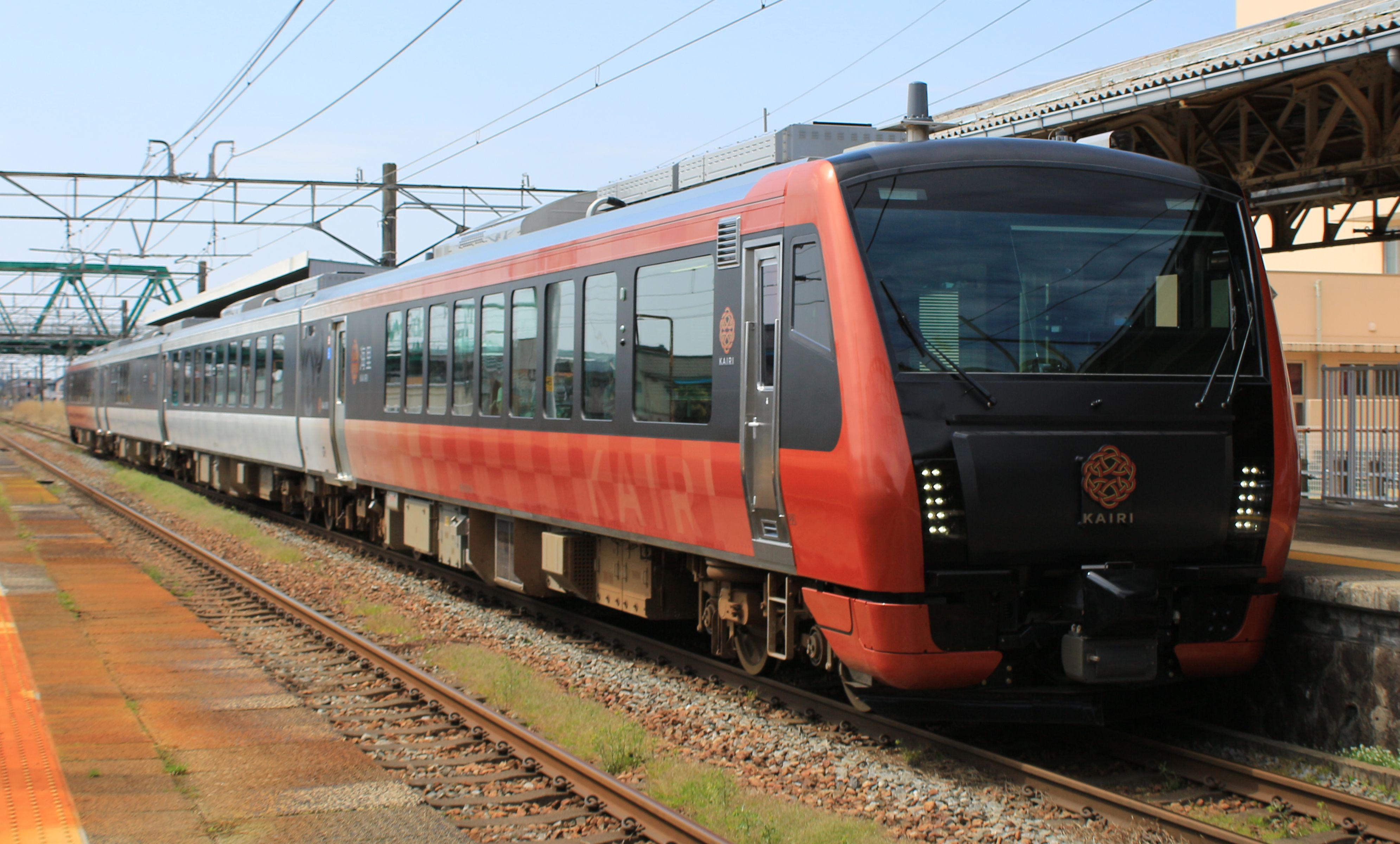
海里號列車，攝於新發田站內。

### 內裝
配合JR東日本的政策和日本官方的規定，HB-E300系是具有無障礙空間設計的車輛，車輛的底盤較傳統列車降低上下車容易，但為了提升觀光列車的乘客視野因此客席區域的地面抬昇了13公分。
在座位配置上，包括HB-E301、E302與E300型0番台在內的車輛，都是配置附有可調傾斜度椅背與迴旋功能的一般兩人座座椅，其中HB-E301靠近車門處額外配置專門停靠輪椅的空間。
由於是觀光用列車，HB-E301與HB-E302型在駕駛座後方設有一觀景區，設置有可以從車頭擋風玻璃眺望風景的座席。在這排座席後方還分別設有可以從側窗瞭望風景的一排長椅，與另一邊的沙發區。車內的天花板上設置有許多17吋液晶螢幕，除了一般的觀光介紹影片外，也可播放設置在列車前頭的攝影機所攝得的前方畫面。
為了配合五能線沿線較長的海岸線風光，僅有四輛編組的Resort白神號中才有配置的HB-E300型100番台車廂內，設有9個朝向海邊方向、半包廂型態的客席區，供團體或家庭旅遊的乘客使用。除此之外，Resort白神號在靠近編組中段處也有一個活動專區，作為進行鄉土表演活動或特賣場地，並可透過車上的播放系統呈現在液晶螢幕上。

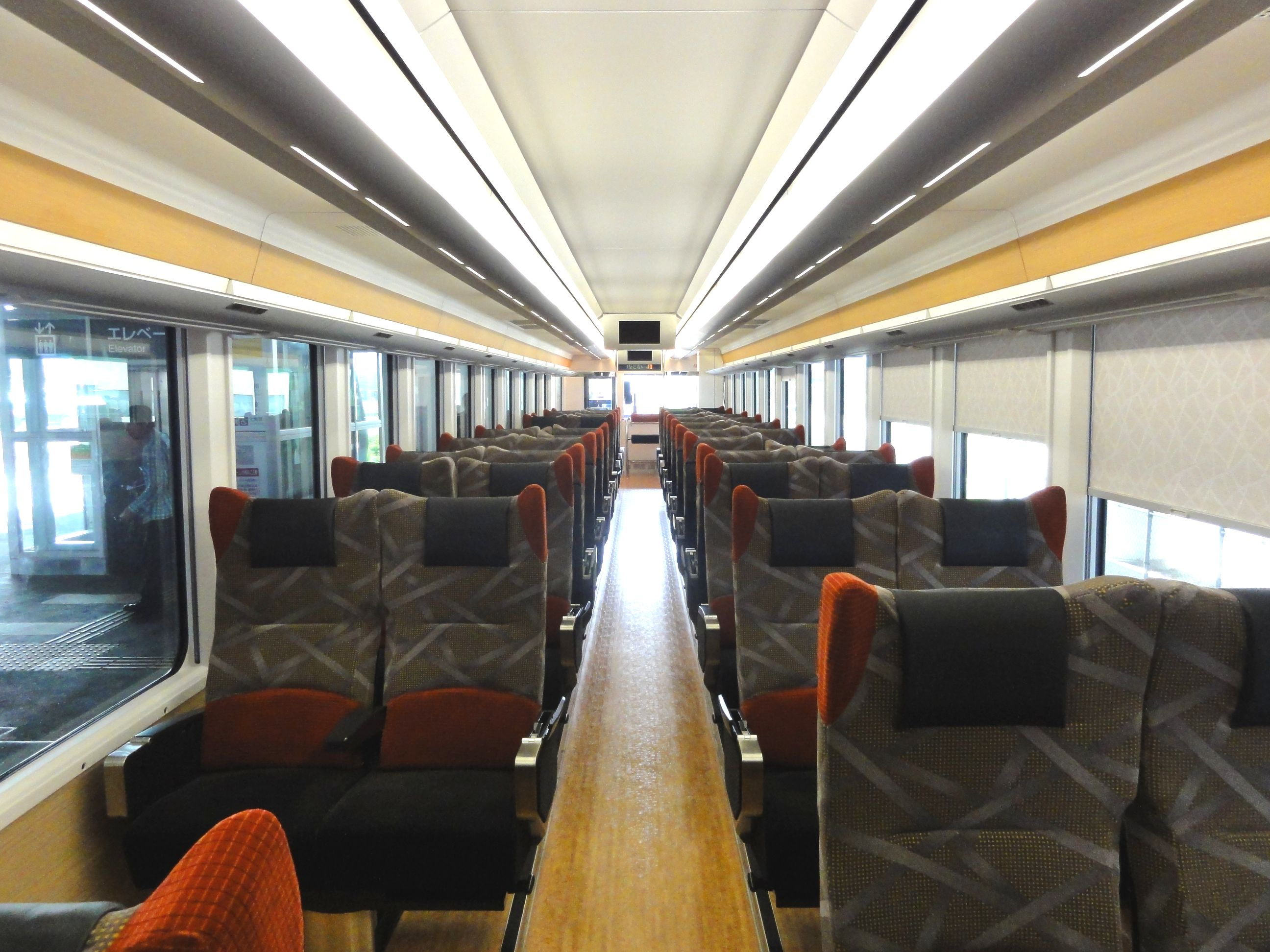
Resort白神號（HB-E302-3號車）的客席，可以見到為了提升乘客的視野，座位區的部分較走道提高不少。
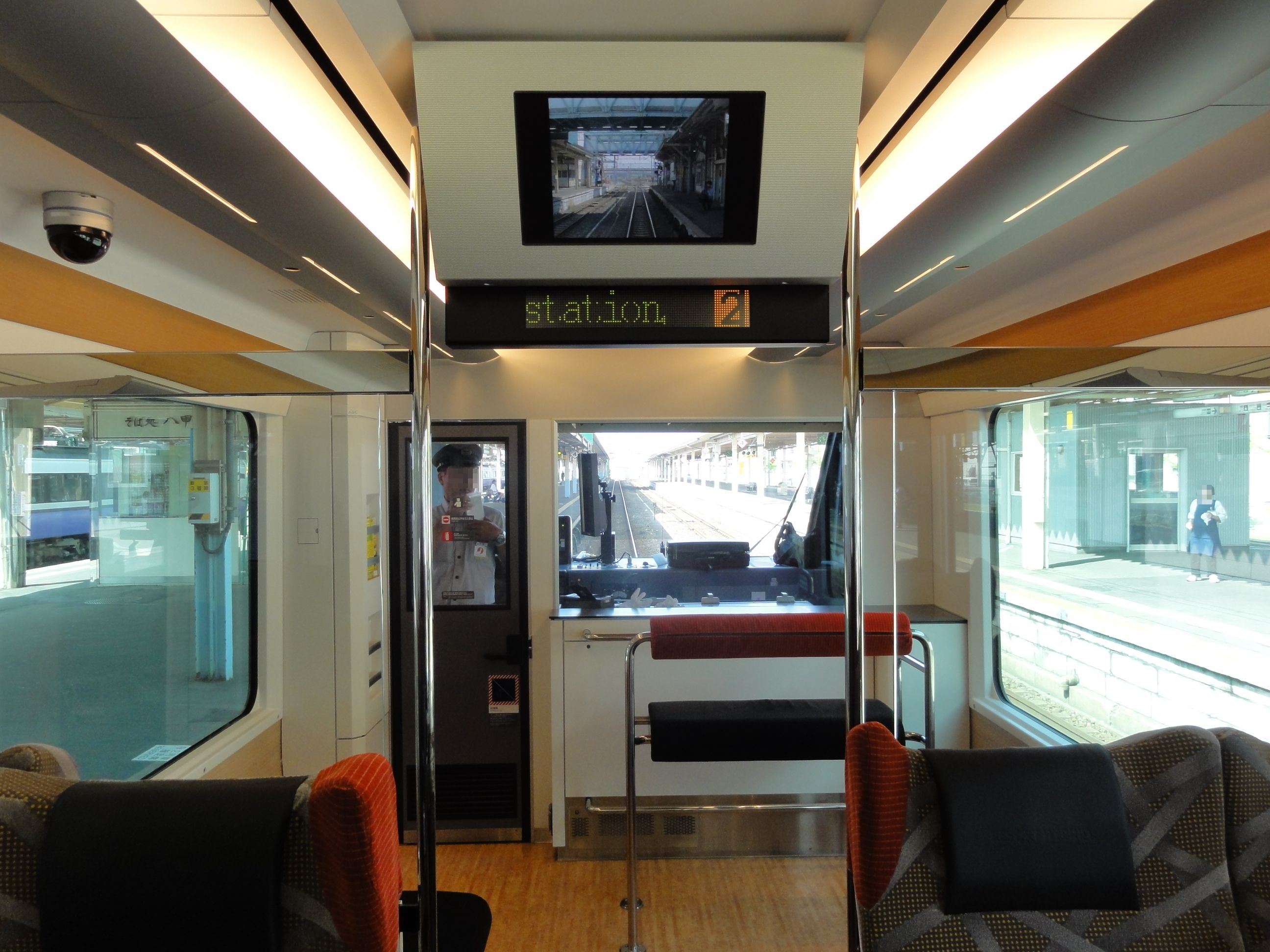
HB-301-3號車設置有瞭望室，分別設有朝向側面的觀景窗，與可以直接透過車頭擋風玻璃觀看前方風光的座椅。

### 動力設備
HB-E300系的動力系統與操作系統，大體上是沿用自已經在小海線上實際進行營運的KiHa E200型柴聯車。列車的動力系統包含了JR編號DMF15HZB-G型的高壓共管（Common-rail）直噴式直列六缸柴油引擎，高容量的鋰離子蓄電池，與設置在轉向架上、出力95千瓦的MT78型鼠籠式三相電動馬達，每個轉向架上各一具。這套系統在運作上的特點在於，車輛在起步與停站時柴油引擎不會運轉，完全倚靠蓄電池提供的電力運作，因此可以大幅降低起步與怠速時的噪音。車輛於需要急加速或上坡時可以同時使用柴油引擎驅動的發電機及蓄電池的電力，加速能力優秀。車輛在煞車減速時，電動馬達可以兼作感應式發電機的用途，產生電力回充至電池中，因此具有降低油耗的效果。
與五能線上原本行駛的白神號所使用、以日本國鐵KiHa 48系柴聯車改造而成的觀光用列車相比較，新一代的HB-E300系列在氮氧化合物（NOx）與懸浮微粒等柴油引擎最常見的排氣污染項目上大幅減少了60%，油耗效率改善10%。由於起步與停站時柴油引擎不啟動，運作噪音大幅減少了30與20分貝。無論是在環保表現還是在乘坐舒適性上，都較傳統車輛進步許多。

## 運用
JR東日本共打造了4種不同編組的5列新車，投入三個不同地區的路線營運：
| 行駛路線/地區             | 編組                    | 車輛編號                                        | 出廠日期      | 製造廠         |
| ------------------------- | ----------------------- | ----------------------------------------------- | ------------- | -------------- |
| 大糸線（長野地區）        | 2輛編組×1列             | HB-E301-2 - HB-E302-2                           | 2010年6月9日  | 東急車輛製造   |
| 五能線（秋田地區）        | 4輛編組×1列（青池編組） | HB-E301-1 - HB-E300-101 - HB-E300-1 - HB-E302-1 | 2010年9月21日 | 東急車輛製造   |
| 五能線（秋田地區）        | 4輛編組×1列（橅編組）   | HB-E301-5 - HB-E300-105 - HB-E300-5 - HB-E302-5 | 2016年7月3日  | 綜合車輛製作所 |
| 津輕、大湊線 （青森地區） | 2輛編組×2列             | HB-E301-3 - HB-E302-3                           | 2010年9月17日 | 新潟運輸系統   |
| 津輕、大湊線 （青森地區） | 2輛編組×2列             | HB-E301-4 - HB-E302-4                           | 2010年9月17日 | 新潟運輸系統   |

第一列投入營運的HB-E300，是配合2010年10月的信州地方旅遊活動「到未知的地方走走，信州」而於10月2日起投入信越本線、篠之井線與大糸線上行駛，成為往返於長野、松本與南小谷等車站之間的臨時快速列車「ResortView故鄉號」。在地方旅遊活動舉行期間為每日發車的ResortView故鄉號，在活動期間結束後自2011年1月起恢復週六與假日才行駛的觀光列車型態。
2010年12月4日東北新幹線延長路線至新青森，伴隨新路段的營運JR東日本進行大幅度的時刻表變動，使用HB-E300的「Resort翌檜號」與「Resort白神號」（リゾートしらかみ）青池編組也分別投入營運。其中Resort翌檜主要是行駛於津輕線與大湊線上，而Resort白神號則是行駛於五能線與青森鐵道線（青い森鉄道線）上。

## 外部連結
- ResortView故鄉號 （页面存档备份，存于）（JR東日本列車介紹）（日語）
- Resort翌檜號 （页面存档备份，存于）（JR東日本列車介紹）（日語）
- Resort白神號 （页面存档备份，存于）（JR東日本車輛介紹）（日語）
- Resort白神號 （页面存档备份，存于）（繁體中文）